# مايكل ريغان
مايكل ستانلي ريغان (بالإنجليزية: Michael Stanley Regan)‏ (من مواليد 6 أغسطس 1976) هو منظم بيئي أمريكي من أصول إفريقية. يشغل منصب المدير السادس عشر لوكالة حماية البيئة منذ 11 مارس 2021.